# Пам'ятні дати ООН
Пам'ятні дати Організації Об’єднаних Націй (ООН) — спеціальні заходи і пам'ятні дати, ініційовані ООН з метою привернення уваги до проблем міжнародного значення. Пам'ятні дати ООН - календарні дати (день, тиждень, річниця, декада), пов'язані з певною важливою подією світового значення.

Організація Об'єднаних Націй засновує спеціальні міжнародні дні, тижні, роки і десятиліття, присвячені темі або проблематиці, що визнаються всесвітньо важливими. Зазначеним Організація Об'єднаних Націй стимулює інтерес до своєї діяльності та програм у певних сферах, сприяє активізації міжнародній діяльності. Більшість спеціальних заходів і пам'ятних дат були ініційовані Генеральною Асамблеєю ООН, деякі — спеціалізованими установами ООН. Також відзначаються ювілеї ключових подій в історії ООН.

## Історія
У 1950 році був проведений перший міжнародний день ООН — День прав людини, що відзначається щорічно 10 грудня.

## Дні
У 1950 році Генеральна Асамблея ООН підтримала ідею проведення першого міжнародного дня — Дня прав людини, — запропонувавши відзначати його щорічно 10 грудня. Резолюція ГА ООН 423 (V) «запропонувала всім країнам і зацікавленим організаціям …, відзначати це свято на честь проголошення Загальної декларації прав людини Генеральною Асамблеєю 10 грудня 1948 року і множити свої зусилля в цій галузі людського прогресу».

## Тижні
У 1978 році Генеральна Асамблея ООН у своїй резолюції S-10/2 проголосила перший міжнародний тиждень — «тиждень, що починається 24 жовтня,- дня заснування Організації Об'єднаних Націй, тижнем, присвяченим сприянню цілям роззброєння» Тиждень роззброєння (англ. Disarmament Week)

## Роки
Перший міжнародний рік був проголошений Генеральною Асамблеєю ООН в 1959 році. У своїй резолюції 1285 (XIII) Генеральна Асамблея «розглянула пропозицію про встановлення Всесвітнього року біженця, починаючи з червня 1959 року».

## Десятиліття
Перше міжнародне десятиліття було проголошено Генеральною Асамблеєю ООН 19 грудня 1961 року на 1084-му пленарному засіданні. У своїй резолюції A / RES / 1710 (XVI) Генеральна Асамблея «оголосила поточне Десятиліття Декадою розвитку Організації Об'єднаних Націй».

## Річниці
ООН відзначає річниці пам'ятних подій своєї історії. За 1998-2015 роки ООН офіційно відзначила 14 річниць, які переважно стосувались ювілеїв прийняття важливих міжнародних документів.